# 963
| [ Edytuj tabelę ]              |                                               |
| Książę Polski                  | - 960 Mieszko I 992                           |
| Król Anglii                    | - 959 Edgar Spokojny 975                      |
| Hrabia Aragonii                | - 922 Andregota Galíndez 972                  |
| Hrabia Aragonii i król Nawarry | - 926 Garcia I 970                            |
| Hrabia Barcelony               | - 947 Borrell II 992 - 947 Miro 966           |
| Książę Bawarii                 | - 955 Henryk II Kłótnik 976                   |
| Książę Burgundii               | - 956 Otto 965                                |
| Cesarz Bizancjum               | - 959 Roman II 963 - 963 Nicefor II Fokas 969 |
| Car Bułgarii                   | - 927 Piotr I 969                             |
| Cesarz Chin                    | - 960 Song Taizu 976                          |
| Książę Czech                   | - 935 Bolesław I Srogi 972                    |
| Król Danii                     | - 958 Harald Sinozęby 987                     |
| Władca Egiptu                  | - 960 Abu al-Hasan Ali 966                    |
| Król Franków zachodnich        | - 954 Lotar 986                               |
| Król Gruzji                    | - 961 Dawid III 1001                          |
| Hrabia Holandii                | - 939 Dirk II 988                             |
| Cesarz Japonii                 | - 946 Murakami 967                            |
| Kalif                          | - 946 Al-Muti 974                             |
| Hrabia Kastylii                | - 923 Ferdinand Gonzalez 970                  |
| Król Khmerów                   | - 944 Radżendrawarman II 968                  |
| Wielki książę Kijowa           | - 945 Światosław I 972                        |
| Patriarcha Konstantynopola     | - 956 Polieuktos 970                          |
| Władca Korei                   | - 949 Kwangjong 975                           |
| Król Leónu                     | - 960 Sancho I Gruby 966                      |
| Król Norwegii                  | - 961 Harald II Szara Opończa 976             |
| Hrabia Palatynatu              | - 945 Hermann Pusillus 994                    |
| Papież                         | - 955 Jan XII 964 - 963 Leon VIII 965         |
| Hrabia Portugalii              | - 950 Gonçalo Mendes 999                      |
| Cesarz Rzymski (niemiecki)     | - 962 Otton I Wielki 973                      |
| Książę Saksonii                | - 961 Hermann 973                             |
| Król Szkocji                   | - 962 Dubh 966                                |
| Doża Wenecji                   | - 959 Pietro IV Candiano 976                  |
| Książę Węgier                  | - 955 Taksony 970                             |

Rok 963 / CMLXIII
stulecia: IX wiek ~
X wiek ~
XI wiek

lata: 953 «
958 «
959 «
960 «
961 «
962 «
963
» 964
» 965
» 966
» 967
» 968
» 973

## Wydarzenia w Polsce
- Pierwsza wzmianka o Mieszku I w Dziejach saskich kronikarza Widukinda z Korbei
- Walki z Wieletami o panowanie nad Pomorzem: Możnowładca saski Wichman Młodszy w sojuszu z Wieletami i Wolinianami dwukrotnie pokonał Mieszka.

## Wydarzenia na świecie
- Azja/Europa
  - 2 lipca – pod Cezareą Kapadocką Nicefor Fokas został przez armię obwołany cesarzem Bizancjum.
- Europa
  - Podbicie Łużyc przez Gerona, margrabiego Marchii Wschodniej.

## Urodzili się
- 13 marca – Anna Porfirogenetka, księżniczka bizantyńska, księżna ruska (zm. 1011)
- Olaf I Tryggvason – król Norwegii (data sporna lub przybliżona) (ur. w latach 963-968; zm. 1000)

## Zmarli
- Dasui Fazhen – chiński mistrz chan (ur. 878)
- Roman II – cesarz bizantyjski